# Communauté de communes Porte du Jura
La communauté de communes Porte du Jura est une communauté de communes française située dans le département du Jura, en Franche-Comté, dans la région administrative Bourgogne-Franche-Comté.

## Historique
La communauté de communes Porte du Jura est créée le 1er janvier 2017 par fusion de la Communauté de communes du pays de Saint-Amour (12 communes) et de la communauté de communes Sud-Revermont (18 communes), étendue à la commune de La Balme-d'Épy (ex CC Petite Montagne).
Le 1er janvier 2025, la commune nouvelle de Val-Sonnette s'agrandit de l'ancienne commune de Sainte-Agnès.

## Territoire communautaire

### Composition
La communauté de communes est composée des 21 communes suivantes :

| Nom                      | Code Insee | Gentilé         | Superficie (km2) | Population (dernière pop. légale) | Densité (hab./km2) |
| ------------------------ | ---------- | --------------- | ---------------- | --------------------------------- | ------------------ |
| Beaufort-Orbagna (siège) | 39043      |                 | 17,22            | 1 466 (2022)                      | 85                 |
| Augea                    | 39025      |                 | 7,52             | 279 (2022)                        | 37                 |
| Augisey                  | 39027      | Augisois        | 9,29             | 187 (2022)                        | 20                 |
| Balanod                  | 39035      | Balanodiens     | 4,93             | 333 (2022)                        | 68                 |
| Chevreaux                | 39142      |                 | 6,12             | 126 (2022)                        | 21                 |
| Cousance                 | 39173      | Cousançois      | 6,39             | 1 290 (2022)                      | 202                |
| Cuisia                   | 39185      |                 | 10,16            | 388 (2022)                        | 38                 |
| Digna                    | 39197      | Bagniens        | 3,38             | 368 (2022)                        | 109                |
| Gizia                    | 39255      |                 | 7,35             | 201 (2022)                        | 27                 |
| Graye-et-Charnay         | 39261      |                 | 6,31             | 136 (2022)                        | 22                 |
| Loisia                   | 39295      |                 | 11,58            | 146 (2022)                        | 13                 |
| Maynal                   | 39320      |                 | 8,14             | 328 (2022)                        | 40                 |
| Montagna-le-Reconduit    | 39346      | Montagnons      | 5,43             | 109 (2022)                        | 20                 |
| Rosay                    | 39466      | Roséens         | 9,93             | 119 (2022)                        | 12                 |
| Rotalier                 | 39467      | Rotaliens       | 4,07             | 151 (2022)                        | 37                 |
| Saint-Amour              | 39475      | Saint-Amourains | 11,65            | 2 364 (2022)                      | 203                |
| Thoissia                 | 39532      |                 | 3,89             | 36 (2022)                         | 9,3                |
| Les Trois-Châteaux       | 39378      |                 | 19,28            | 770 (2022)                        | 40                 |
| Val-d'Épy                | 39209      |                 | 25,35            | 302 (2022)                        | 12                 |
| Val-Sonnette             | 39576      |                 | 19,33            | 1 309 (2022)                      | 68                 |
| Véria                    | 39551      | Vériatons       | 10,09            | 112 (2022)                        | 11                 |

### Démographie
| 1968  | 1975  | 1982  | 1990  | 1999  | 2010   | 2015   | 2022   |
| ----- | ----- | ----- | ----- | ----- | ------ | ------ | ------ |
| 9 955 | 9 770 | 9 788 | 9 965 | 9 462 | 10 252 | 10 597 | 10 520 |

## Administration

### Siège
Le siège de la communauté de communes est situé 10 Grande Rue à Beaufort-Orbagna.

### Les élus
Le conseil communautaire de la communauté de communes se compose de 40 conseillers, élus pour une durée de six ans.
Ils sont répartis comme suit :
| Nombre de conseillers | Communes               |
| --------------------- | ---------------------- |
| 9                     | Saint-Amour            |
| 5                     | Beaufort-Orbagna       |
| 4                     | Cousance, Val-Sonnette |
| 2                     | Les Trois-Châteaux     |
| 1 (+1 suppléant)      | les 16 autres communes |

### Présidence
| Période      | Période  | Identité         | Étiquette | Qualité                   |
| ------------ | -------- | ---------------- | --------- | ------------------------- |
| janvier 2017 | En cours | Christian Buchot | LR        | Maire de Maynal (2001 → ) |

### Compétences
Nombre total de compétences exercées en 2025 : 32.

### Régime fiscal et budget
Le régime fiscal de la communauté de communes est la fiscalité professionnelle unique (FPU).